# Gare de Dunkerque
Gare de Dunkerque – stacja kolejowa w Dunkierce, w regionie Hauts-de-France, we Francji. Stacja posiada 4 perony.